# Jussi Snellman

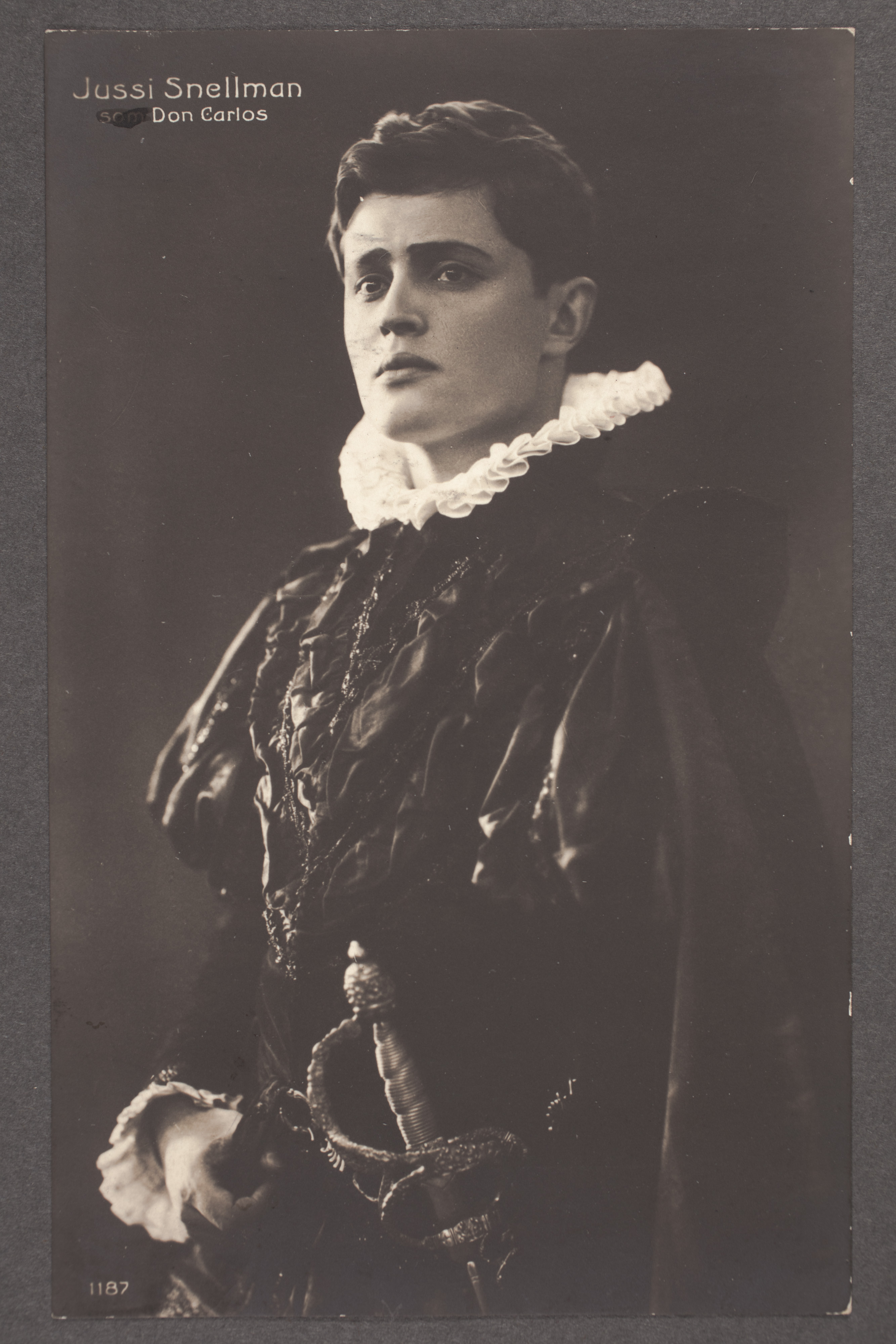
Jussi Snellman cirka 1900

Samuel Johannes "Jussi" Snellman, född 28 juni 1879 i Uleåborg, död 25 april 1969 i Helsingfors, var en finländsk skådespelare och regissör.
Snellman föddes som son till en kontorist och studerade teologi 1900–1901. Åren 1901–1947 verkade han vid Finlands nationalteater och filmdebuterade 1907. Som skådespelare medverkade han i sju filmer, regisserade utöver detta två och författade manus till ytterligare två. Snellman var gift med skådespelaren Ruth Snellman från 1916.

## Filmografi[2]
- Salaviinanpolttajat, 1907
- Sylvi, 1913
- Ollin oppivuodet, 1920
- Se parhaiten nauraa, joka viimeksi nauraa, 1921
- Neiti Tuittupää, 1943
- Laulava sydän, 1948
- Aleksis Kiven runontie, 1951 (dokumentär)
- Yhden yön hinta, 1952